# 小川清四郎 (外交官)
小川 清四郎（おがわ せいしろう、1907年8月3日 - 1981年8月3日）は、日本の外交官。公正取引委員会事務局長、法務省入国管理局長、駐ビルマ特命全権大使などを歴任した。

## 人物・経歴
広島県尾道市出身。第一高等学校文科丙類を経て、1931年東京帝国大学法学部政治学科卒業。1932年外務省入省。外務省条約局事務官、情報局総裁秘書官、戦争調査会事務局事務官、横須賀捕獲審検所評定官等を経て、1952年調達庁総務部調停官。1953年公正取引委員会事務局長。
1957年在ヴィエトナム日本国大使館参事官。
1959年外務大臣官房審議官。1960年駐ハンガリー特命全権公使。1962年法務省入国管理局長。1964年駐ヴァチカン特命全権大使。1968年駐ビルマ特命全権大使。1969年日本輸出入銀行監事。のち、海外建設協会顧問。1981年肺がんのため聖路加病院で死去。叙従三位。善心寺で告別式が行われた。

## 同期
- 青木盛夫（駐ジュネーブ国際機関日本政府代表部大使・駐南ベトナム大使）
- 伊吹幸隆
- 糸賀篤　（中国・イタリア）
- 稲垣太郎
- 牛場信彦（対外経済担当大臣、70年駐米大使・67年外務事務次官・外務審議官・61年駐カナダ大使）
- 甲斐文比古（70年駐西独大使・67年駐オーストラリア大使・64年駐マレーシア大使）
- 勝野康助（66年駐ポルトガル大使・62年駐ノルウェー大使・60年駐セイロン大使・58年法務省入国管理局長）
- 黒田音四郎（63年駐レバノン大使兼ヨルダン大使・60年駐ギリシャ大使・57年駐パラグアイ全権公使）
- 田中三夫
- 千葉皓（67年駐ブラジル大使・65年駐オーストラリア大使・60年駐イラン大使・57年駐メキシコ大使）
- 寺岡洪平（58年駐イラン大使・57年駐ペルー大使）
- 中川融（70年国連大使・65年駐ソ連大使・64年駐イタリア大使・60年外務省条約局長・53年外務省アジア局長）
- 林馨（60年駐メキシコ大使・58年駐マレーシア大使）
- 箕輪三郎
- 湯川盛夫（68年駐英大使・63年駐ベルギー大使・61年外務省大臣官房長・57年駐フィリピン大使）